# Antoine-Jean Gros
Antoine-Jean Gros, báró (Párizs, 1771. március 16. – Meudon, 1835. június 25.) francia klasszicista festő, Jacques-Louis David egyik legkiválóbb tanítványa, Bonaparte Napóleon lelkes híve és udvari festője.

## Életpályája
Édesapja miniatúrakészítő volt, ő vezette be fiát a festészetbe. Még 15. évének betöltése előtt, 1785-ben sikerült bejutnia  Jacques-Louis David műhelyébe. Gros volt David legtehetségesebb tanítványa, majd később Ingres. 1789-ben, a francia forradalom kitörésekor Itáliába utazott tanulmányútra. Milánóban, Joséphine de Beauharnais protekciójának köszönhetően ismerte meg Bonaparte Napóleont, aki ekkor a köztársaság Első Konzulja volt, és Milánóból irányította ragyogó hadjáratait.
Gros többször is megfestette Napóleont, az ifjú és tehetséges hadvezért, amint csapatainak élén fedetlen fővel harcol az ellenséggel, ábrázolta, amint éppen Arcole hídját készül elfoglalni, megörökítette Napóleon jaffai pestiseseknél tett látogatását. Bonaparte tábornok elégedett volt Gros munkáival, és bevette őt abba a bizottságba, amelynek a meghódított városok képzőművészeti kincseiből kellett válogatnia a párizsi múzeumok számára.
A Bourbon restauráció idején, 1815-től a Francia Akadémia tagja lett, mesterének, Jacques-Louis Davidnak száműzetése után vezette annak műtermét, s folytatta a maga történelmi, arcképfestői, s freskófestői pályafutását, de már nem igazán talált művészetéhez inspirációt, a fiatal generáció részéről meg egyre hevesebb, gúnyosabb támadások érték, tanítványai Ingres kedvéért elhagyták. A neuraszténiára hajlamos művész 1835-ben egy éjszaka a Szajnába ölte magát.

## Művészete
Kiváló portrékat, csataképeket festett klasszicista kompozícióteremtő készséggel és realisztikus megfigyelésekkel, de már a romantika is megjelenik nála, kompozíciói elevenek, színesek, lendületesek, koloritja dús és túlfűtött, olyannyira, hogy még Delacroix is tanulhatott tőle. Hite és törekvése szerint David hűséges tanítványa és Napóleon feltétel nélküli csodálója volt, mégis elragadta művészeti heves vérmérséklete, világvégét sejtető megvilágításban ábrázolta az iszonyatos küllemű sebesülteket és a holtak nagy tömegét az eylaui csata piszkosszürke haván. Másrészt Napóleon a pestises betegeknél szinte szentként jelenik meg, a szélsőséges romantikára jellemző keleties díszletek közepette. Festészete kiválóan érzékelteti a klasszicizmusból a romantikába való átmenetet.

## Galéria

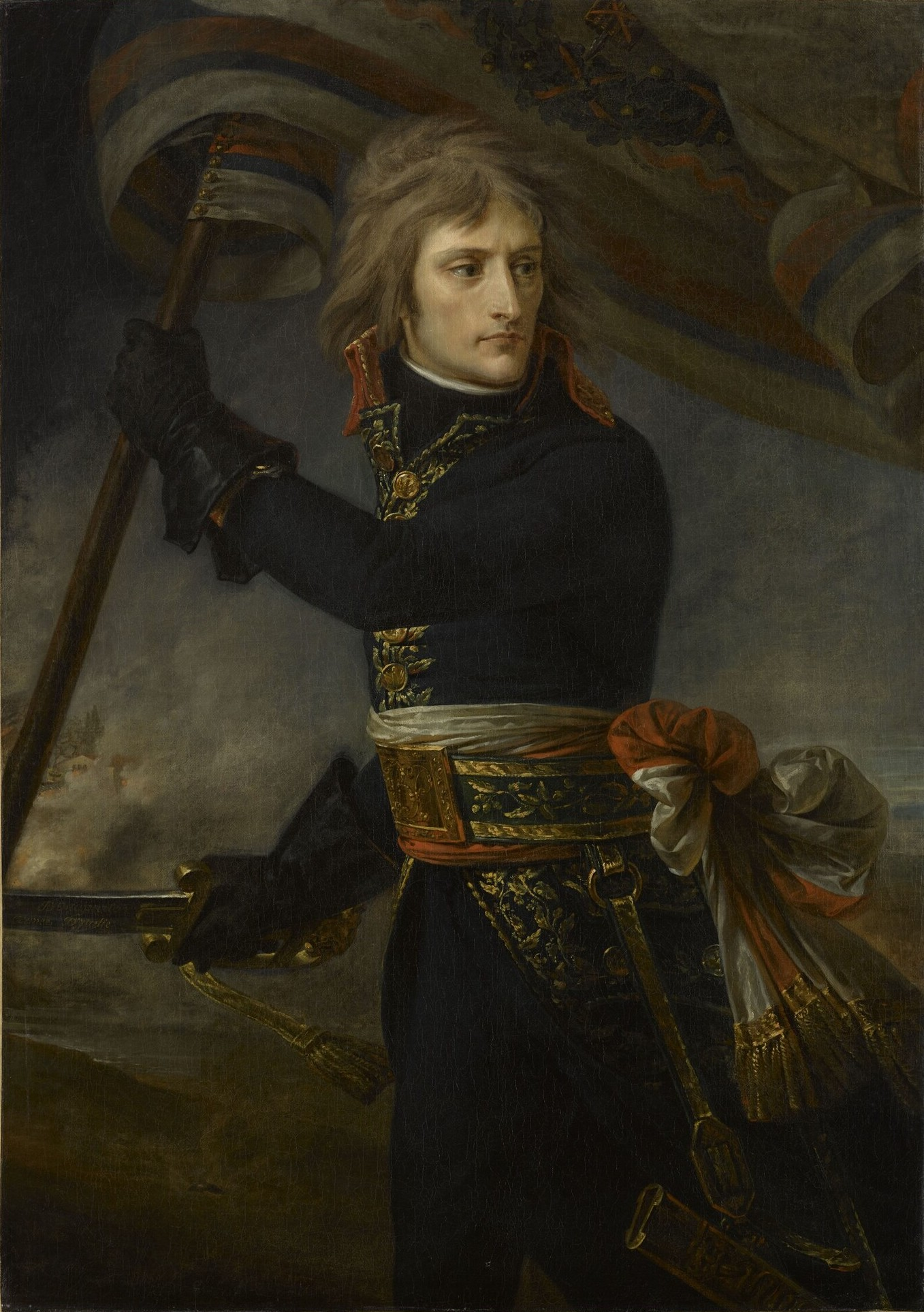
Bonaparte az arcole-i hídnál (1801)
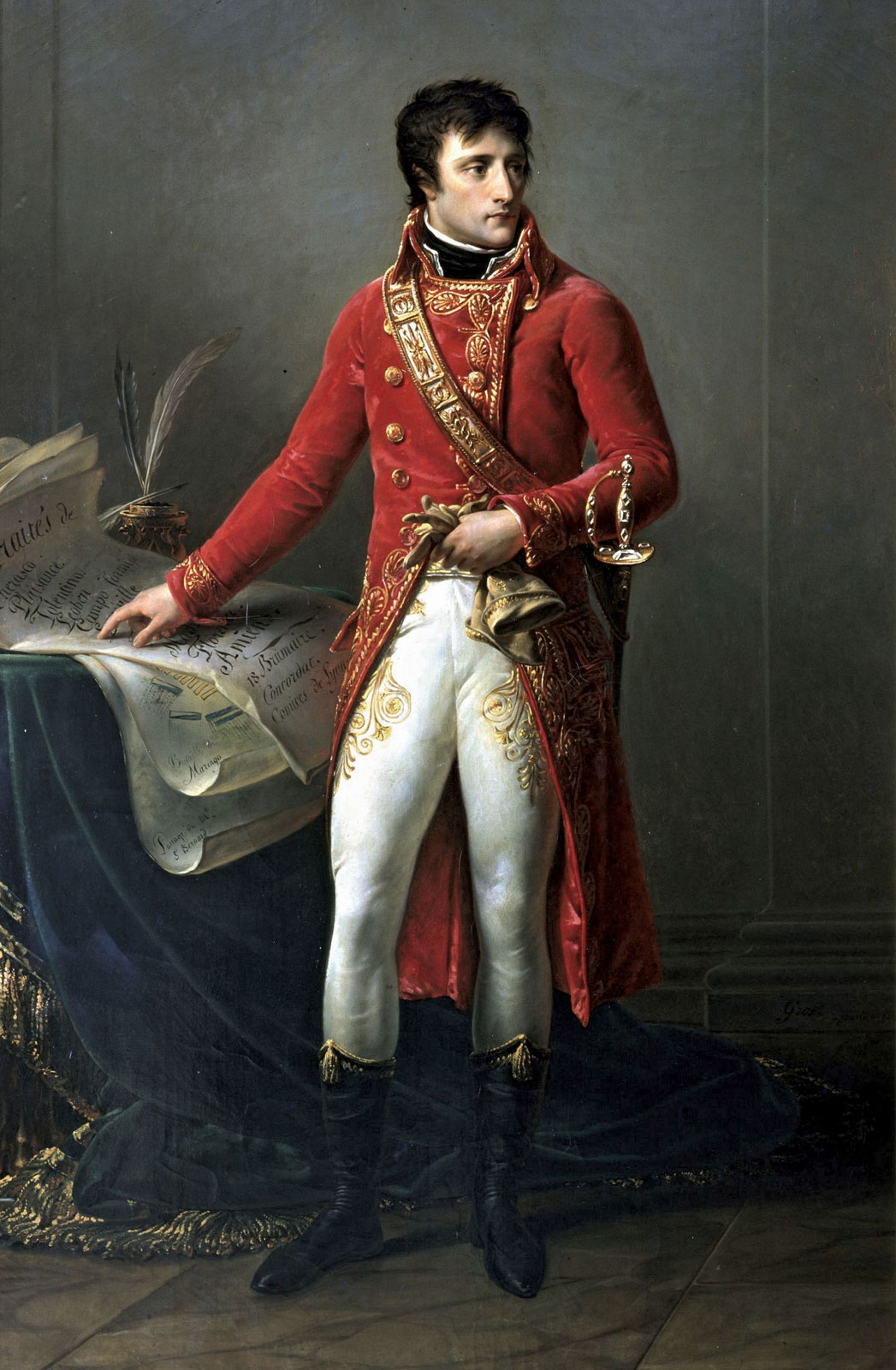
Bonaparte első konzul (1802)
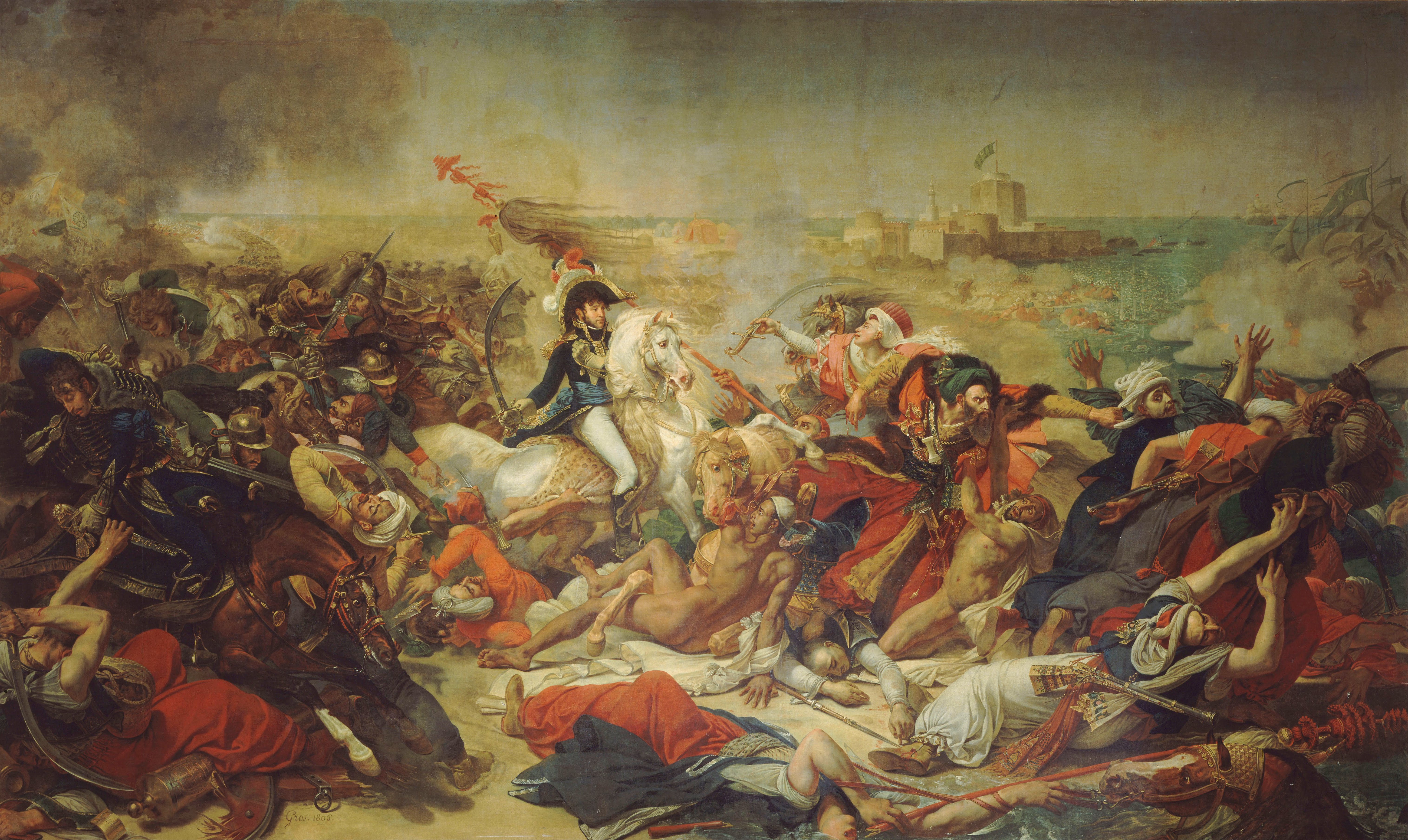
Aboukiri csata[2] (1806)
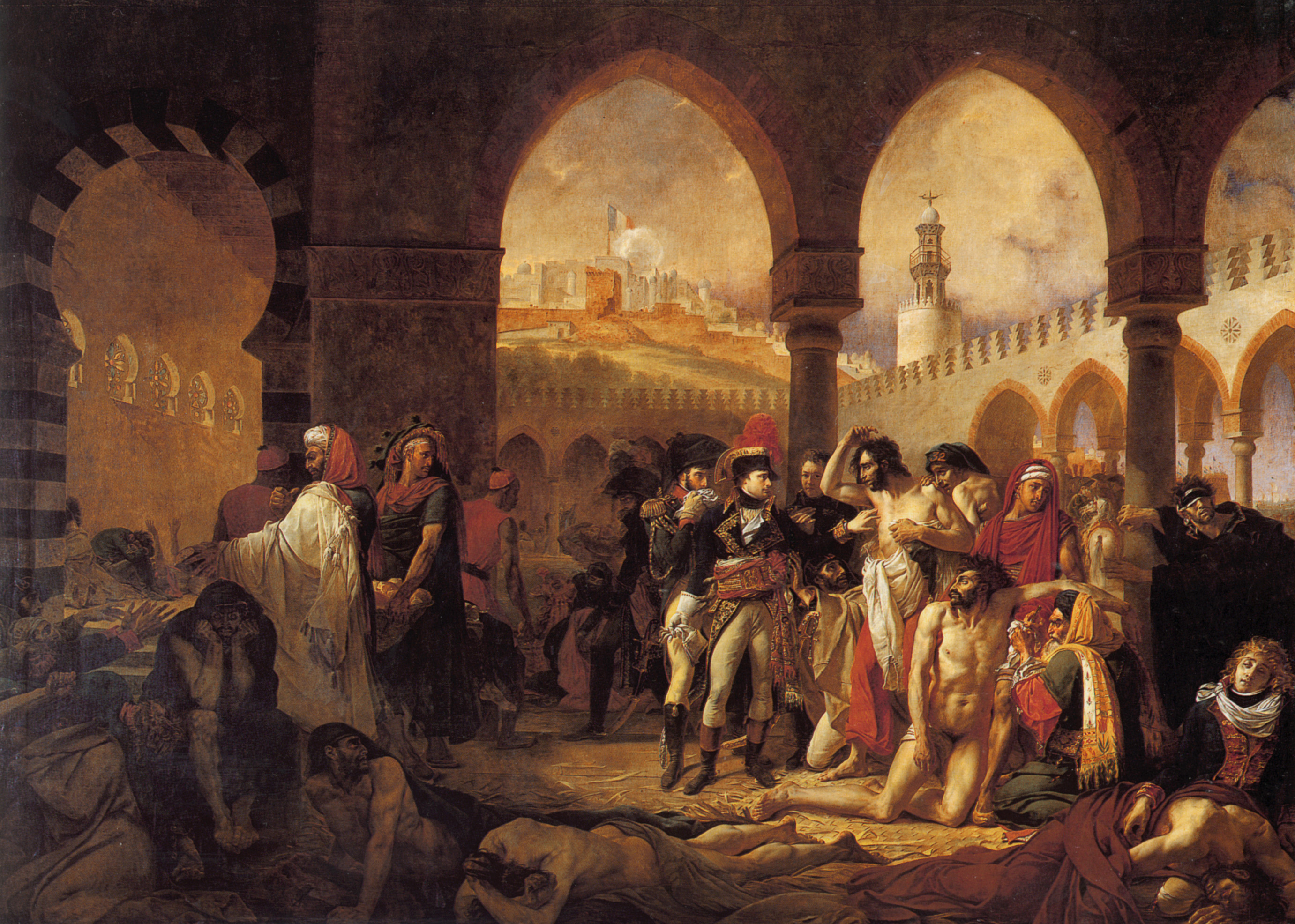
Napóleon meglátogatja a jaffai pestiseseket (1804)
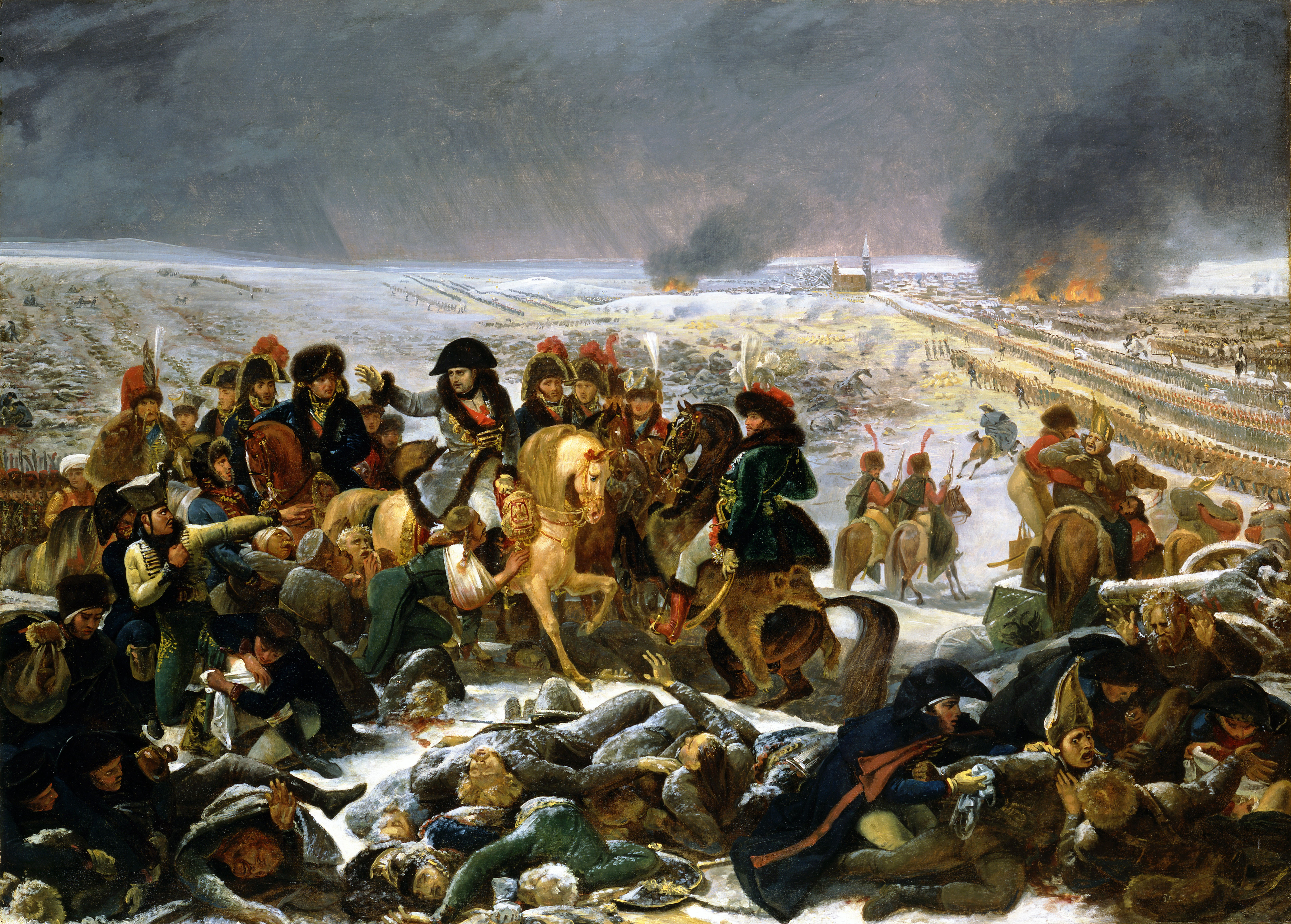
Napóleon Eylaunál (1808)
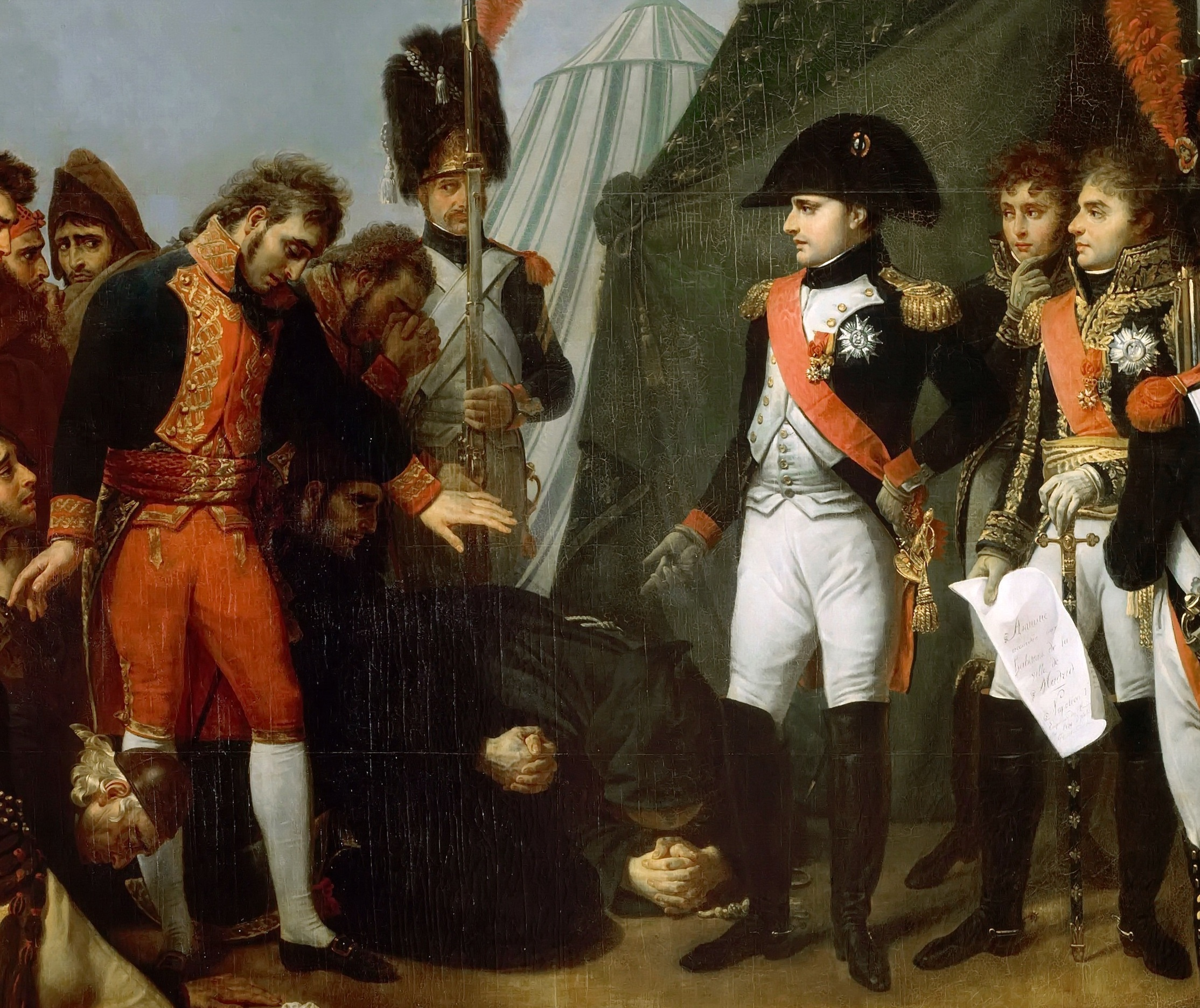
Madrid elhagyása (1808)
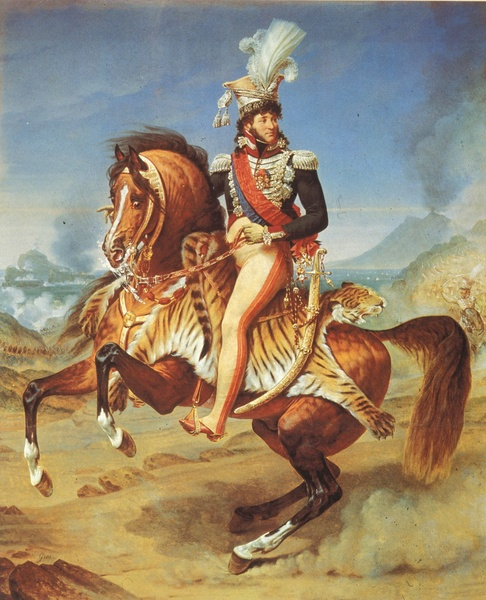
Joachim Murat, hadvezér, Napóleon sógora (1812)
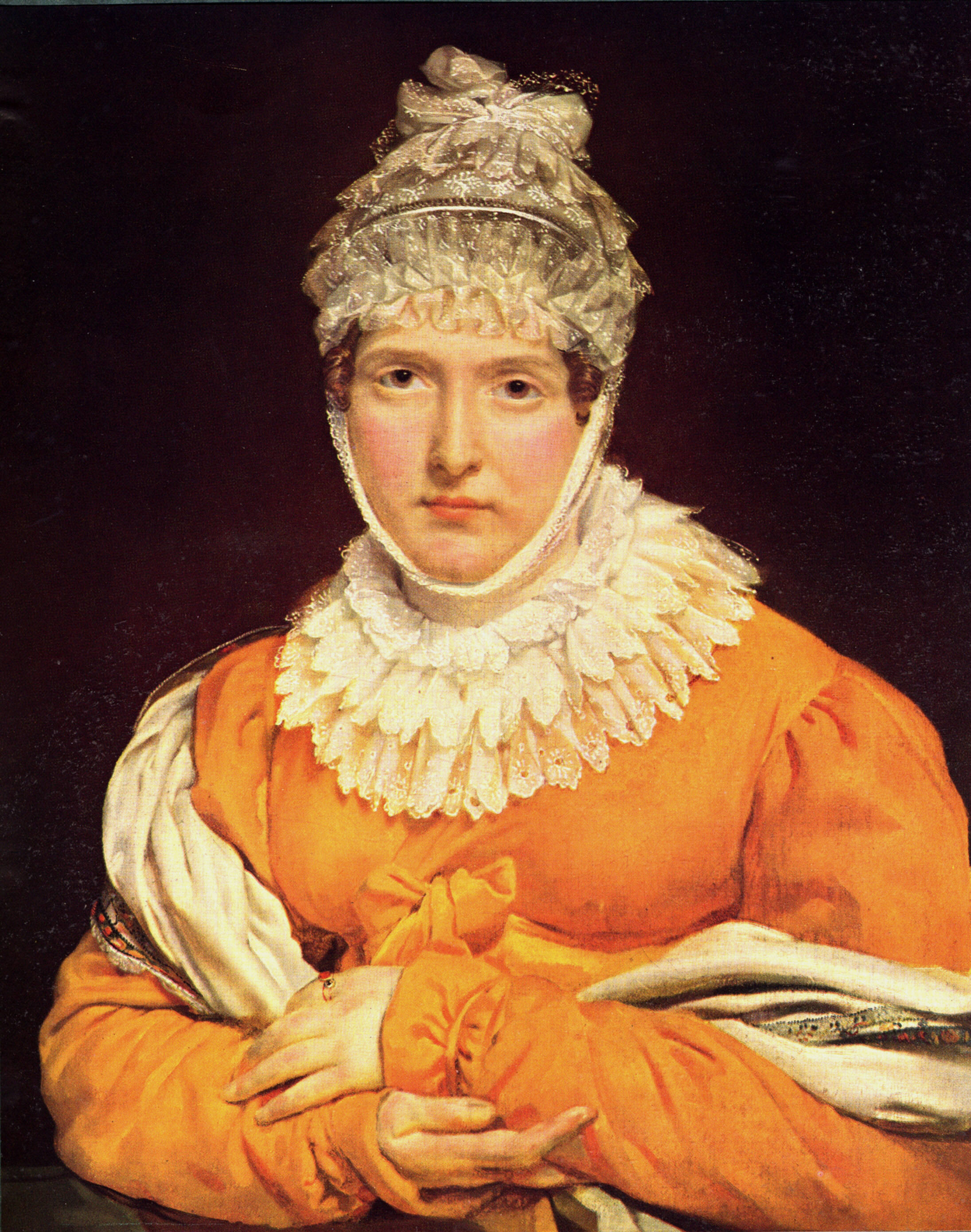
Mademoiselle Recamier portréja (1825)

## Művei (válogatás)
- Önarckép
- Szapphó Leokádiában (1801)

Christine Boyer portréja (1800 körül)

- Bonaparte az arcole-i hídnál (1801, Versailles-i kastély)
- Bonaparte, az első konzul (1802)
- Arcole-i csata (Louvre)
- Abukiri csata (1806, Louvre)
- Napóleon meglátogatja a jaffai pestiseseket (1804, Louvre)[3]
- Nazareti ütközet (Nantes)
- Napóleon a piramisoknál (1808, Louvre)
- Napóleon Eylaunál (1808, Louvre)
- Madrid elhagyása (1808)
- Christine Boyer arcképe (Louvre)
- Sarlovèze tábornok arcképe (Louvre)
- Napóleon és Ferenc császár az austerlitzi csata után
- Napóleon seregszemléje (London, Coll. Wallas)
- Joachim Murat, hadvezér, Napóleon sógora (1812)
- XVIII. Lajos menekülése a Tuilériákból (Versailles-i kastély)
- Mademoiselle Recamier portréja (1825)